# John Wesley Young
John Wesley Young (Columbus (Ohio), 17 de noviembre de 1879 - Hanover (Nuevo Hampshire), 17 de febrero de 1932) fue un matemático estadounidense que, junto con Oswald Veblen, presentó los axiomas de la geometría proyectiva, fue coautor de un trabajo en dos volúmenes sobre ellos, y demostró el teorema de Veblen-Young.

## Semblanza
Young se graduó en Matemáticas y Filosofía en la Universidad Estatal de Ohio, donde obtuvo su licenciatura en 1899. Posteriormente, obtuvo en 1901 su maestría en Matemáticas en la Universidad de Cornell dirigido por George Abram Miller, donde se doctoró en 1904. Con estancias en la Universidad del Noroeste, en la Universidad de Princeton, en la Universidad de Illinois, en la Universidad de Kansas y en la Universidad de Chicago, se convirtió en profesor en el Dartmouth College en 1911. Young dirigió la facultad de matemáticas de 1911 a 1919 y de 1923 a 1925.
Se ocupó de la geometría y la teoría de grupos. Con Oswald Veblen, escribió un libro sobre geometría proyectiva y desarrolló un sistema axiomático para la geometría proyectiva. Fue coautor y editor de varios libros de texto de matemáticas. El axioma de Veblen-Young y el teorema de Veblen-Young en geometría proyectiva deben su nombre a ambos.
De 1929 a 1930 fue presidente de la Mathematical Association of America, de la que fue miembro fundador. También fue coeditor del Boletín de la American Mathematical Society.
Era cuñado de Eliakim Hastings Moore.

## Publicaciones
- Projective Geometry con Oswald Veblen, Ginn y compañía., 1910-1918[2][3][4]
- Projective Geometry. No. 4 of Carus Mathematical Monographs. Chicago: Open Court. 1930.[5]